# شبگرد دم‌نردبانی
شبگرد دم‌نردبانی (نام علمی: Hydropsalis climacocerca) نام یک گونه از تیره شبگردان است.